# Chinantèque de Lalana
Le chinantèque de Lalana est une langue chinantèque parlée au Mexique dans le Nord de l'État d'Oaxaca dans les municipalités de San Juan Lalana, Santiago Jocotepec et San Juan Petlapa.

## Classification
Le parler chinantèque de Lalana est une langue amérindienne qui appartient à la branche chinantèque de la famille des langues oto-mangues.